# جسپر (تنسی)
جسپر(به انگلیسی: Jasper) شهری در ایالت تنسی کشور ایالات متحده آمریکا است که جمعیت آن در سرشماری سال ۲۰۱۰ میلادی، ۳٬۲۷۹ نفر بوده‌است.